# Taubie Kushlick
Taubie Kushlick (1910-1991) là một nữ diễn viên và nhà sản xuất người Nam Phi. Cô trở thành đặc trưng của "Đệ nhất phu nhân của nhà hát" tự phong.

## Đời sống và giáo dục cá nhân
Kushlick là con gái của những người nhập cư Litva gốc Do Thái từ Kovno. Cô sinh ra ở Orange Free State và được giáo dục tại Trường trung học Weseleyan (nay là Kingswood College), Grahamstown. Cô học hai năm tại Học viện Âm nhạc Hoàng gia ở London, kiếm được hai huy chương vàng. Cô kết hôn (bác sĩ) Philip Kushlick. Họ đã có một đứa con trai. Kushlick sống ở Johannesburg trong phần lớn cuộc đời. Trong một cuộc phỏng vấn với chuyên mục của tờ Thời báo Chủ nhật, Jani Allan, cô tự mô tả mình là "một nhân cách LỚN..Một chiếc Rolls-Royce! Một chiếc Rolls-Royce ăn thịt người!"

## Nghề nghiệp
Sự nghiệp của Kushlick với tư cách là một nữ diễn viên và nhà sản xuất sân khấu kéo dài hơn sáu thập kỷ. Cô đã nhận được sự hoan nghênh cho vai diễn đáng chú ý của mình trong nhà hát Nam Phi. Cách tiếp cận thực hành của cô cũng trở thành một đặc điểm đặc biệt trong sự nghiệp của cô ấy, cô ấy đã từng thừa nhận "Kiểu của tôi là chết ngoài rạp. Tôi là một nhạc trưởng phải ĐIỀU KHIỂN toàn bộ."
Những chương trình nổi bật trong sự nghiệp của cô bao gồm chương trình sản xuất cho Reps (Nhà hát Alexander), Nhà hát Quốc gia (PACT), Nhà hát Thiếu nhi, các trường đại học và CAPAB. Cô thường xuyên được đề cử giải Người phụ nữ của năm của Nam Phi cho các tác phẩm sân khấu của mình.
Cô rất thành công với các sản phẩm như Fiddler trên mái nhà, Lion in Winter, Bravo Piaf, The Prince Prince và A Little Night Music, chỉ đạo và đóng vai chính cùng với Eric Flynn.
Cô là một người hâm mộ cuồng nhiệt của Jacques Brel và đã sản xuất một số vở nhạc kịch có các bài hát của anh. Đến năm 1982, hoạt động dài nhất trong bất kỳ hoạt động sản xuất sân khấu nào ở Johannesburg là Jacques Brel is Alive and Well and Living in Paris.
Trước đó vào năm 1973, cô đã tổ chức một buổi biểu diễn đặc biệt cho Jacques Brel để gây quỹ cho Israel trong Chiến tranh Yom Kippur.